# Somalie aux Jeux olympiques d'été de 2004
La Somalie a envoyé 2 athlètes aux Jeux olympiques de 2004 à Athènes en Grèce.

## Résultats

### Athlétisme
400 m hommes :
- Abdulla Mohamed Hussein
  - 1er tour : 51 s 52 (8e dans la 2e série, 60e au classement final)

100 m femmes :
- Fartun Abukar Omar
  - 1er tour : 14 s 29 (8e dans la 6e série, 63e au classement final) (Record Personnel)

## Officiels
- Président : W. Farah Addo
- Secrétaire général : Abdullahi Ahmed Tarabi